# The Singing Thief
The Singing Thief est un film hongkongais réalisé par Chang Cheh, sorti en 1969 au cinéma.
Le film comporte une partie de la distribution à forte composante taïwanaise de Tropicana Interlude sorti la même année : le chanteur vedette Jimmy Lin Chung, l'actrice glamour Lily Ho et l'exotique Essie Lin Chia. Il s'agit d'une des premières réalisations de Chang Cheh mettant en scène celui qui deviendra son acteur fétiche les années suivantes, David Chiang.
La performance vaudra à Lin Chung le sobriquet de "Diamond Divo" 

## Synopsis
Un monte-en-l'air de haut vol officiellement rangé des voitures et reconverti dans la chanson, spécialisé dans le vol de bijoux et particulièrement friand de diamants (Jimmy Lin Chung), est suspecté d'avoir repris ses activités illégales lorsqu'une vague de cambriolages déferle sur la ville au grand dam des autorités.
Il décide alors de prendre les choses en main et de s'occuper personnellement de l'affaire, secondé par une jeune femme d'origine asiatique (Lily Ho).

## Fiche technique
- Titre : The Singing Thief
- Réalisation : Chang Cheh
- Scénario : Chiu Kang Chien
- Musique : Wang Fu Ling
- Direction des bagarres : Tang Chia, Liu Chia-liang
- Société de production : Shaw Brothers
- Pays d'origine : Hong Kong
- Format : Couleurs - 2,35:1 - Mono - 35 mm
- Genre : comédie joaillière
- Durée : 87 min
- Date de sortie : 1969

## Distribution
- Lily Ho : mademoiselle Fan, une jeune femme d'origine asiatique
- Jimmy Lin Chung : "Pan-les-diam's", un chanteur-cambrioleur
- Lo Lieh:
- Essie Lin Chia :
- David Chiang : figurant